# Muela carnicera

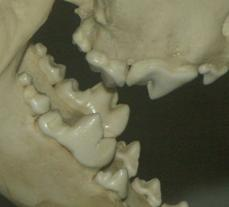
Muelas carniceras de un lobo europeo.

Las muelas carniceras son dientes de gran tamaño que se encuentran en algunos mamíferos carnívoros, usados para cortar carne y hueso en forma similar a las tijeras o las cizallas. En cada masticación el desgaste por frotamiento de estas muelas hacen que se afilen continuamente una con otra, por lo que el animal tiene siempre estas muelas muy afiladas. En los integrantes del orden Carnivora las muelas carniceras son el último premolar superior modificado y el primer molar inferior. En los ya extintos creodontos, se ubicaban más atrás en el primer molar superior y el segundo molar inferior o en el segundo molar superior y el tercer molar inferior.
La pérdida o ruptura de las muelas carniceras en un carnívoro salvaje (por ejemplo lobos y leones) puede precipitar la muerte del animal por inanición.